# Rathaus Höxter

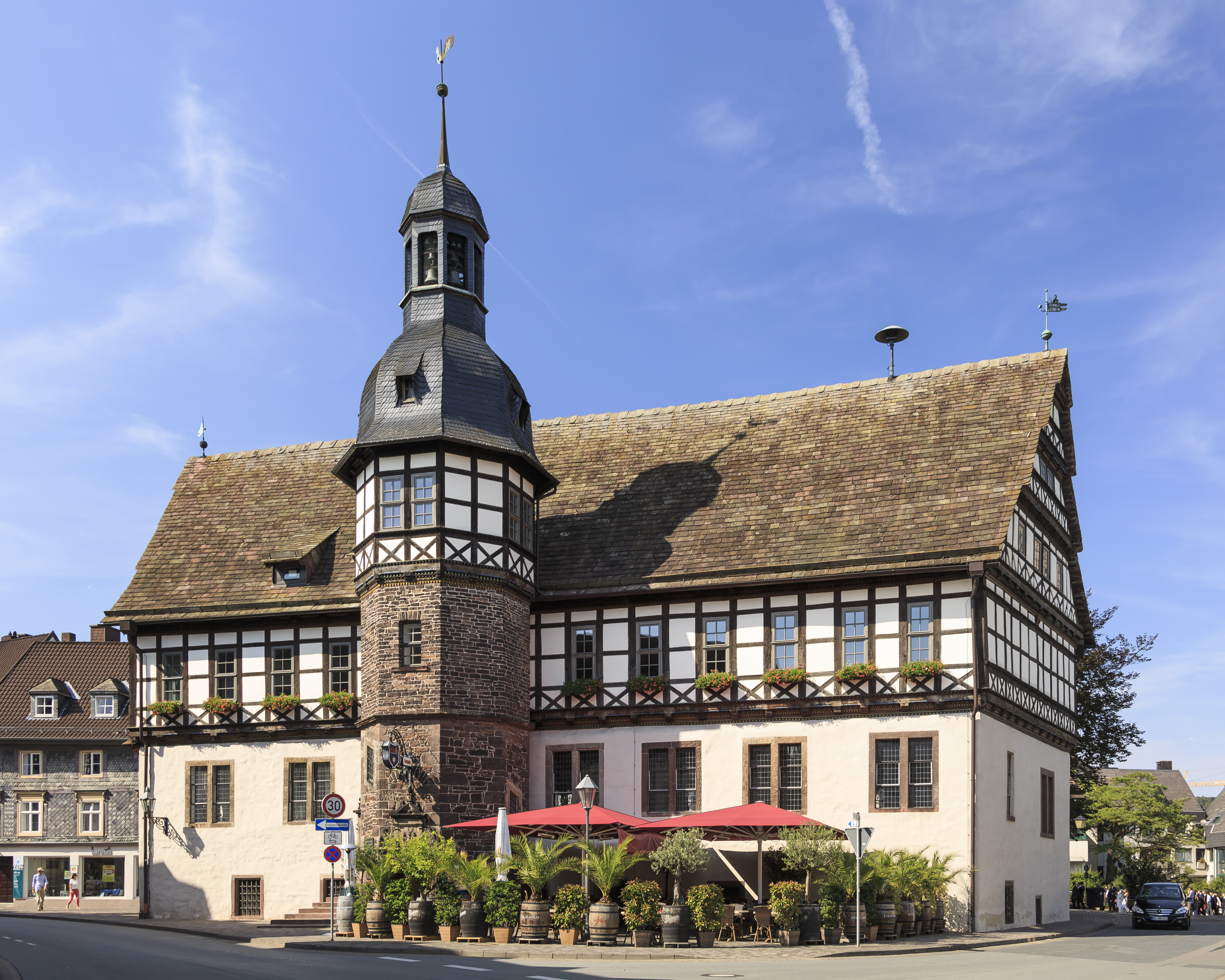
Ansicht von Süden

Das Rathaus Höxter ist ein denkmalgeschütztes Rathaus in Höxter, Weserstraße 11.

## Geschichte und Architektur

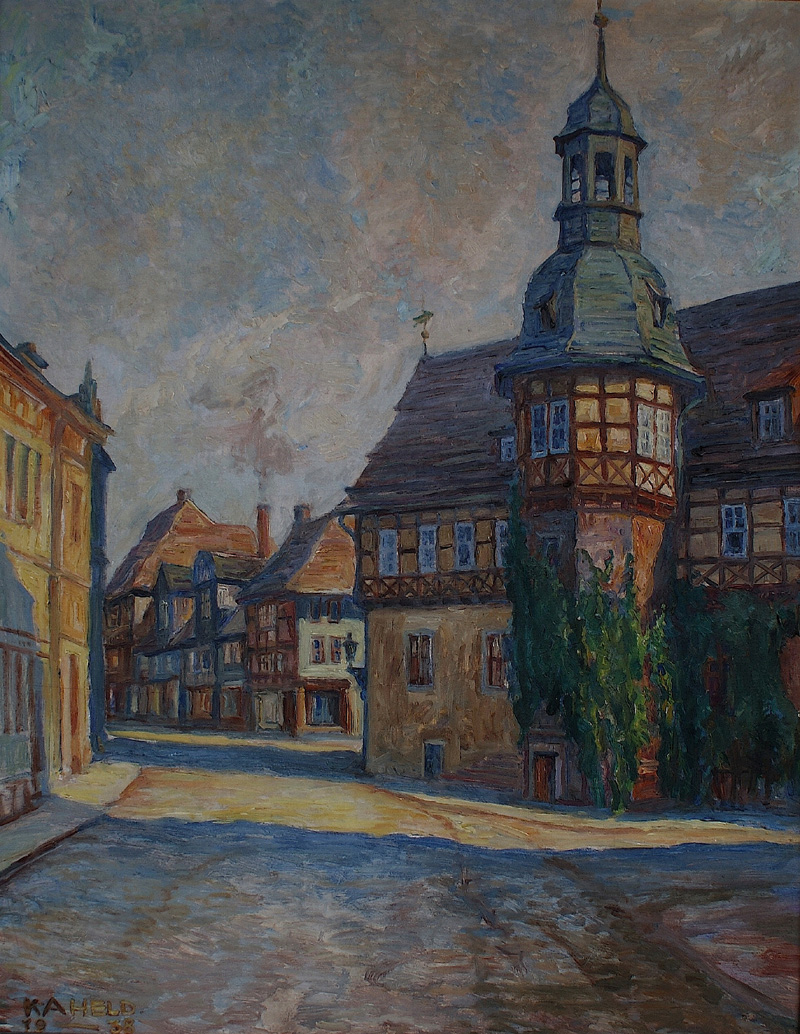
Das Rathaus nach einem Gemälde von Karl Arthur Held 1937

Das am Kreuzungspunkt zweier Fernhandelswege am Brückenmarkt gelegene Gebäude wurde 1351 erstmals urkundlich erwähnt und datiert archäologisch in die Mitte des 12. Jahrhunderts. Es zählt somit zu den ältesten Rathausbauten in Nordwestdeutschland und wurde anstelle eines hochmittelalterlichen Vorgängerbaus errichtet.

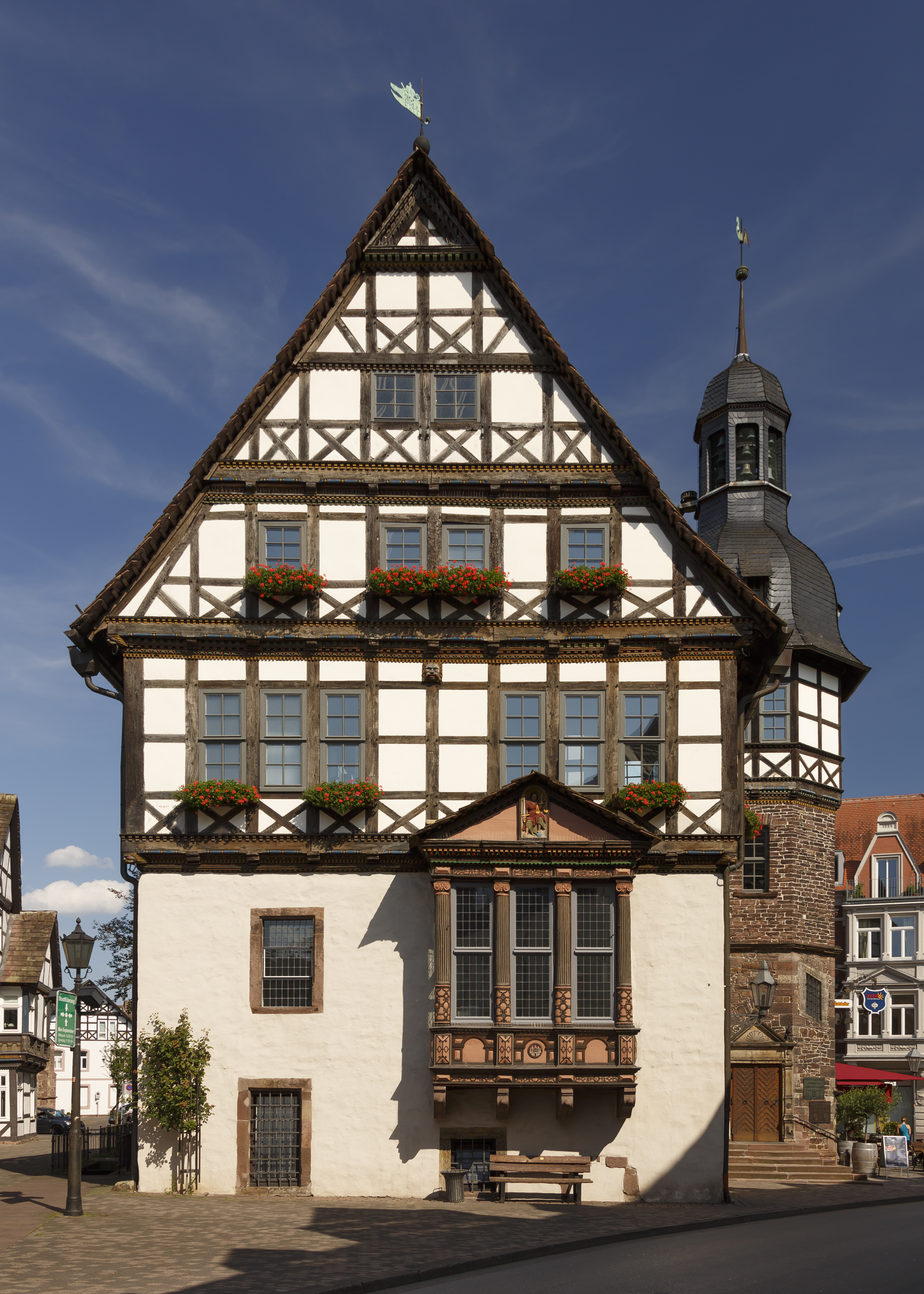
Westfassade mit Ziererker 1622/23

Der große Rechteckbau wurde aus verputztem Bruchstein mit Eckquaderung gebaut. Das Fachwerkobergeschoss kragt vor, die Giebel stoßen vierfach vor. Der dreigeschossige Treppenturm mit welscher Haube und einer Laterne ist aus der Mitte gerückt. Im Spätmittelalter und in der frühen Neuzeit wurde das Gebäude auch als Gericht, Gefängnis, Schänke und Getreidelager genutzt. Das Keller- und das Erdgeschoss wurden nach Ausgrabungserkenntnissen in der zweiten Hälfte des 13. Jahrhunderts gebaut. Von 1608 bis 1618 fand ein durchgreifender Um- und Ausbau statt. Von 1622 bis 1623 wurde an der Westseite anstelle des mittelalterlichen Tores ein Erker eingefügt. Umbauten im Dach wurden nach Zerstörungen im Siebenjährigen Krieg 1764 vorgenommen, Das Fachwerkgeschoss wurde 1783 und 1901 in großen Teilen erneuert. Von 1988 bis 1994 wurden archäologische Grabungen durchgeführt, gleichzeitig wurden Einbauten des frühen 20. Jahrhunderts entfernt.
Der massive Hauskasten steht über einem gestreckten, schiefwinkligen Grundriss. Die Fassade wird durch Doppelfenster mit unterschiedlich bearbeiteten Gewänden gegliedert, die Fassade zur Weserseite hin wirkt regelmäßig. Der Treppenturm mit Eckquaderung stammt bis zum Wasserschlag vom Anfang des 17. Jahrhunderts. Die Teile darüber wurden 1886 und 1901 rekonstruiert. Das pilastergerahmte Kellerportal mit Ädikulaaufsatz ist mit 1613 bezeichnet, das Türblatt ist von 1693. Das Portal trägt zur Spindel hin eine Inschrift. An der Westseite steht ein reich geschnitzter Erker auf Steinkonsolen. Die Säulenstellung entspricht der Ionischen Ordnung. Im Giebel ist Justitia mit Schwert und Waage zu sehen. In der rückwärtigen Nordwand, zum einstigen Markt hin, ist die ursprüngliche Gliederung durch Sitznischen und Öffnungen erhalten. Das Obergeschoss aus Fachwerk ist rundum mit Andreaskreuzen und reicher Schwellen- und Rahmenschnitzerei geschmückt. Die schmalen Fenster sind relativ hoch.
Im westlichen Drittel des Gebäudes steht ein Kaminblock des frühen 17. Jahrhunderts, der auf eine Zweiteilung der Etagen hinweist. Der Keller ist zweischiffig, Kreuzgratgewölbe ruhen auf Pfeilern, die von 1608 bis 1615 eingestellt wurden. Der mittelalterliche Keller mit massiven Zwischenwänden war wohl flach gedeckt. Eine Herdstelle, ein Brunnen und eine Abortnische sind nachgewiesen. Das Erdgeschoss ist in einen Saal und verschiedene Kammern eingeteilt. Im Südwesten wurde von 1622 bis 1623 die Gerichtsstube mit Erker eingebaut. Im Saal steht ein Kamin aus Sandstein, mit der Bezeichnung 1614. Er ist mit einem prächtigen Eisengitter geschlossen, das wie der Rest der historischen Ausstattung von 1906 stammt. Ein weiterer Kamin konnte an der Nordseite nachgewiesen werden. Als Freistützen dienen hölzerne Säulen auf Piedestalen mit geschmückten Kopfbändern, Sattelhölzern und Kämpfern. Das mittelalterliche Erdgeschoss war tiefer gelegen, hinter Kellergewölben des 17. Jahrhunderts wurde ein gemalter Rundbogenfries vom dritten Viertel des 15. Jahrhunderts entdeckt. Das Obergeschoss war ursprünglich in einen Saal und die große Ratsstube unterteilt. Der Saal ist so, wie der im Erdgeschoss, allerdings weniger hoch. Zusätzlich sind die Wandständer mit stark profilierten Kopfbändern geschmückt. Im Treppenturm befindet sich ein Glockenspiel mit 35 Bronzeglocken, das täglich fünfmal gespielt wird.
Der Sitz der Stadtverwaltung Höxter mit Amtssitz des Bürgermeisters befinden sich seit den 60er Jahren  im „Stadthaus am Petritor“, Westerbachstraße 45, der ehemaligen Bürgerschule von Höxter. Die Säle im Historischen Rathaus können von der Stadt für Veranstaltungen wie z. B. Konzerte, Theateraufführungen, Vorträge und Trauungen gemietet werden. Im Gebäude befindet sich die Tourist-Information der Stadt und Ritmo Tapas – Bar – Restaurant.
2004 wurde der Dachboden des Rathauses als FFH-Gebiet Rathaus Höxter (DE-4222-304) mit einer Größe von 0,04 ha ausgewiesen. Auf dem Dachboden des Rathauses befindet sich eine Wochenstube der Fledermausart Großes Mausohr (Myotis myotis). Das FFH-Gebiet wurde ausgewiesen, um die dortige Wochenstube zu schützen. Dabei soll Großräumigkeit, Hangplätze, mikroklimatische Verhältnisse im Rathaus Höxter erhalten werden, auch die Zugänglichkeit des Fledermaus-Quartiers durch Offenhalten der Einflugöffnungen und der davor liegenden Flugwege. Störungen während der Jungenaufzucht sollen verhindert werden. Die Wochenstube wird mit Infrarotkameras gefilmt und im Internet übertragen.